# Подрібнення (кулінарія)

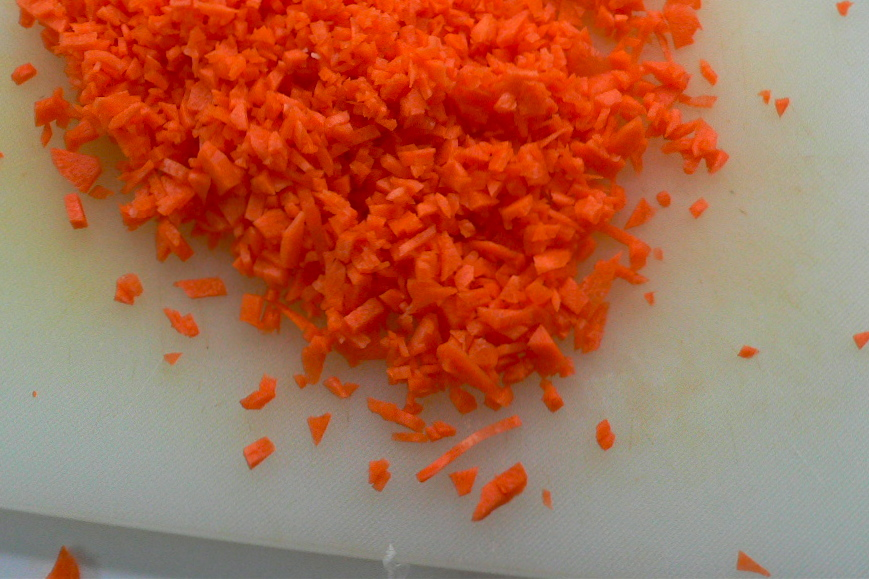
Подрібнена морква

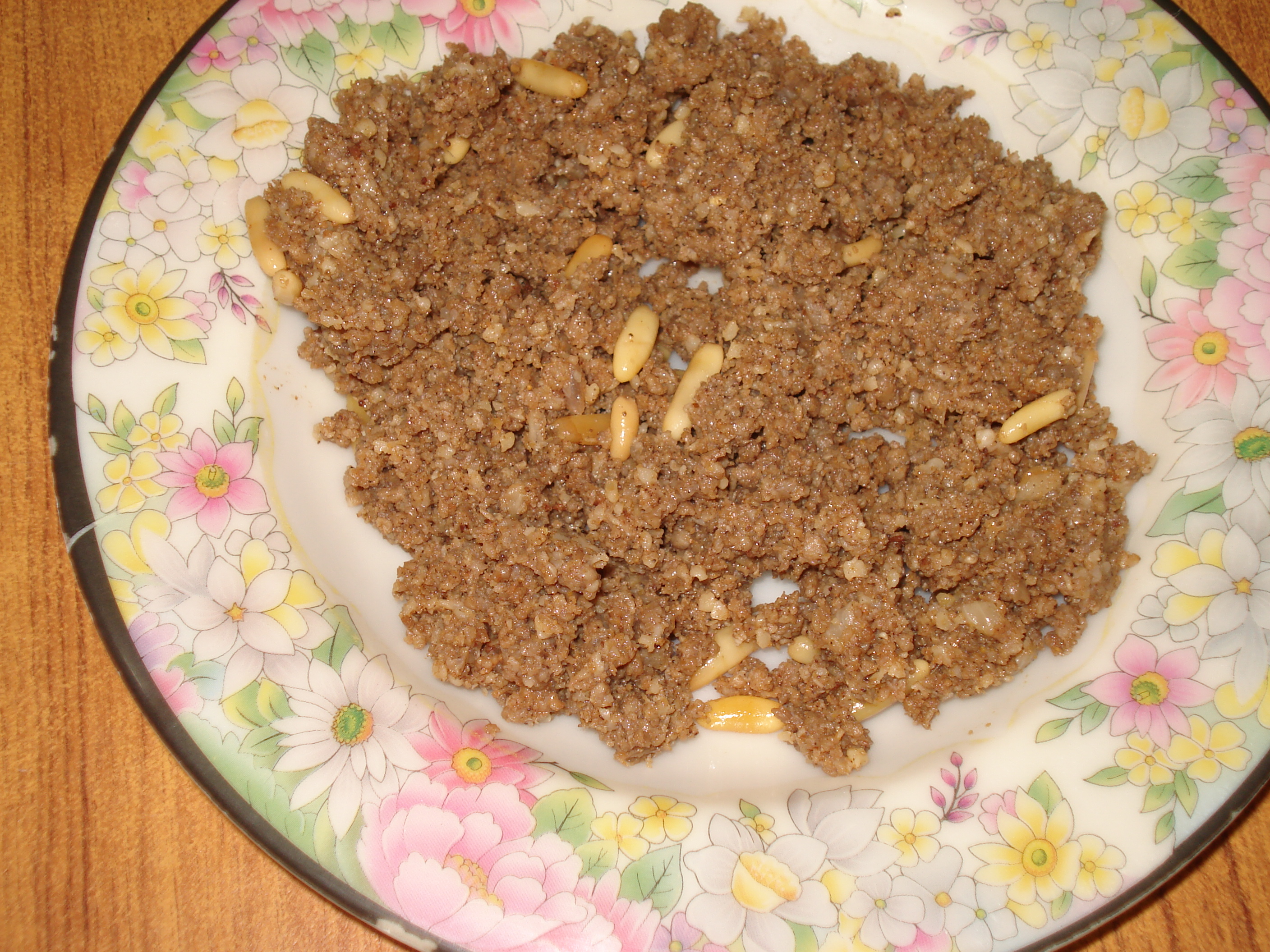
Подрібнена баранина

Подрібнення — це техніка приготування їжі, при якій харчові інгредієнти роздрібнюються на рівномірні шматочки. Подрібнена їжа має менші шматочки, ніж нарізана кубиками або рубана їжа, і часто готується за допомогою кухарського ножа, кухонного комбайна або у випадку з м'ясом за допомогою спеціалізованої м'ясорубки .
Для справжнього подрібненого м'яса характерно створення тісно зв'язаної суміші інгредієнтів і м'якої або пастоподібної текстури . Однак у багатьох рецептах метою є збереження більш твердих продуктів, таких як цибуля та інші коренеплоди, у вигляді окремих шматочків при подрібненні.
Інгредієнти для ароматизації, такі як часник, імбир і свіжі трави, можуть бути подрібнені таким чином, щоб рівномірно розподілити аромат у суміші. Крім того, подрібнення тканини може виділяти соки і олії, щоб рівномірно надати аромат соусу. У приготуванні м'ясних пирогів і паштетів використовується подрібнення для формування тіста. М'ясо також подрібнюється, і цей метод готування використовується в грецькій кухні.